# Кременка (приток Вятки)
Кременка — река в России, протекает в Лебяжском районе Кировской области. Устье реки находится в 330 км по правому берегу реки Вятки. Длина реки составляет 19 км.
Река начинается северо-западнее деревни Боровково в 15 км к северо-западу от посёлка Лебяжье. Река течёт на восток, у деревень Лотовщина и Мальковщина впадает в Вятку. В деревне Лотовщина за 1 км до устья принимает справа крупнейший приток — Сухую Кременку.

## Данные водного реестра
По данным государственного водного реестра России относится к Камскому бассейновому округу, водохозяйственный участок реки — Вятка от города Котельнич до водомерного поста посёлка городского типа Аркуль, речной подбассейн реки — Вятка. Речной бассейн реки — Кама.
Код объекта в государственном водном реестре — 10010300412111100037709.